# NLRP8
NLRP8 (англ. NLR family, pyrin domain containing 8) — цитозольный белок, Nod-подобный рецептор семейства NALP, продукт гена NLRP8, участвует в регуляции воспаления. Клонирован в 2003 году.

## Функции
Играет роль в воспалении.

## Структура
Зрелый белок состоит из 1029 аминокислот, молекулярная масса — 119,4 кДа. Молекула включает домены DAPIN и NACHT, 6 LRR (лейцин-обогащённых)-повторов и участок связывания АТФ.
Альтернативный сплайсинг приводит к образованию двух изоформ.